# Gamshurst

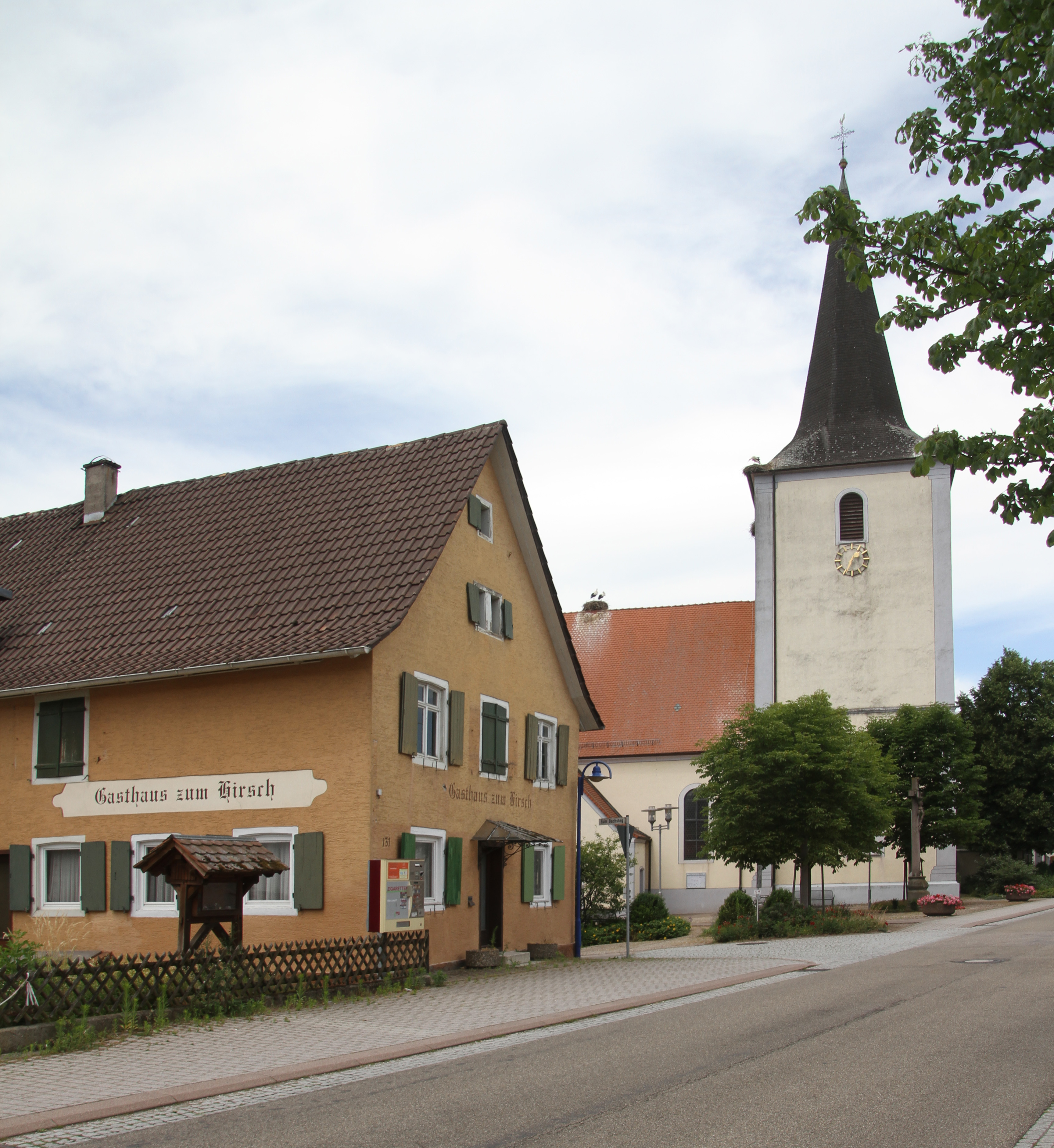

Gamshurst é um município da Alemanha, no distrito de Offenburg, estado de Baden-Württemberg.